# Szürkeróka

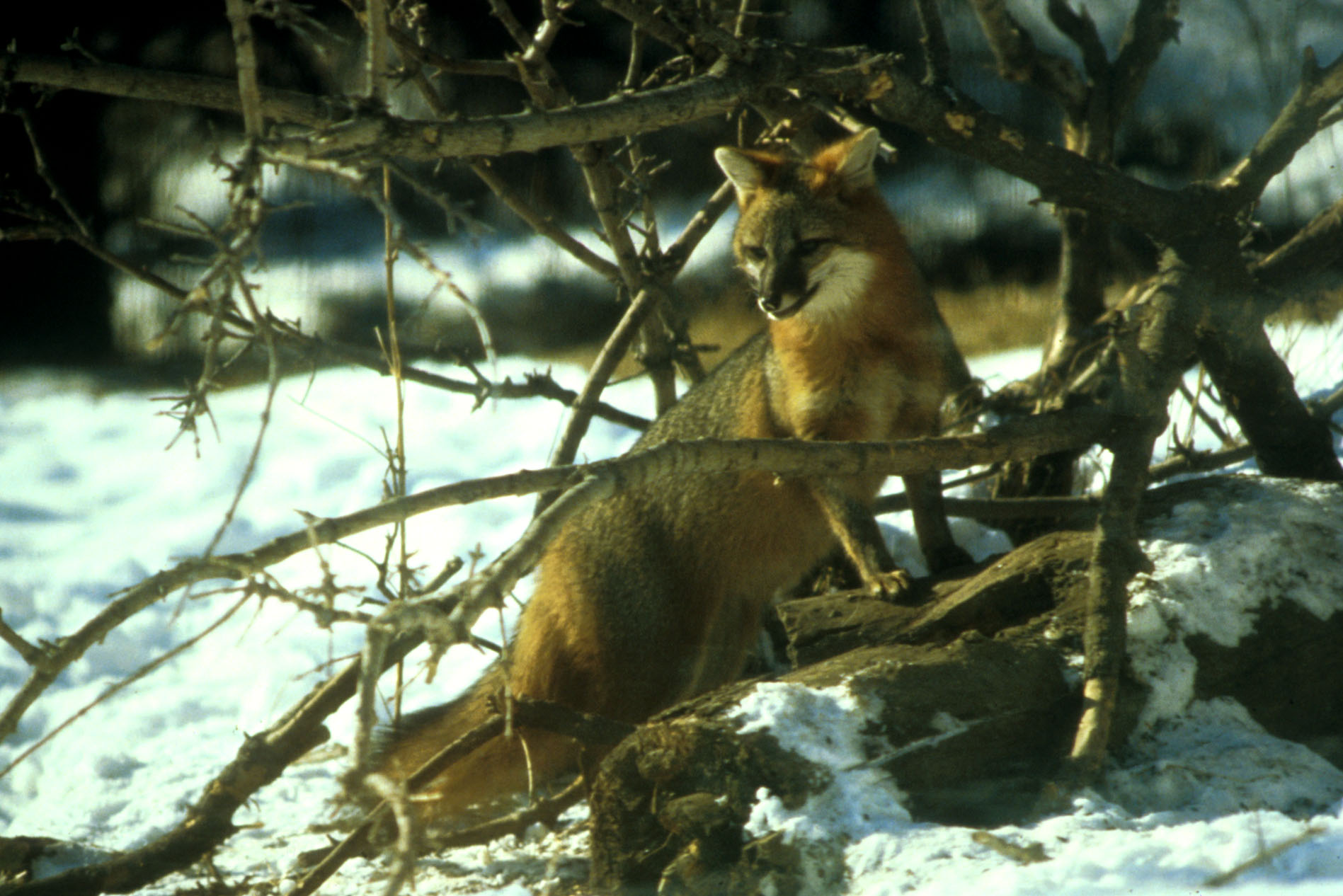

A szürkeróka (Urocyon cinereoargenteus) az emlősök (Mammalia) osztályának a ragadozók (Carnivora) rendjébe, ezen belül a kutyafélék (Canidae) családjába tartozó faj.

## Előfordulása
A szürkeróka északon a kanadai Ontario-tartományig, az Amerikai Egyesült Államok középső részén, és délen Venezueláig fordul elő.

## Alfajai
- Urocyon cinereoargenteus borealis
- Urocyon cinereoargenteus californicus
- Urocyon cinereoargenteus cinereoargenteus
- Urocyon cinereoargenteus costaricensis
- Urocyon cinereoargenteus floridanus
- Urocyon cinereoargenteus fraterculus
- Urocyon cinereoargenteus furvus
- Urocyon cinereoargenteus guatemalae
- Urocyon cinereoargenteus madrensis
- Urocyon cinereoargenteus nigrirostris
- Urocyon cinereoargenteus ocythous
- Urocyon cinereoargenteus orinomous
- Urocyon cinereoargenteus peninsularis
- Urocyon cinereoargenteus scotti
- Urocyon cinereoargenteus townsendi
- Urocyon cinereoargenteus venezuelae

## Megjelenése
Az állat hossza 52–73 centiméter, farokhossza 28–40 centiméter és testtömege 2,5–7 kilogramm. Bundája túlnyomórészt ezüstszürke; piheszőrzete rozsdavörös, ez átüt nyaka oldalán, fülén, lábán és mancsán. Farka hosszú és lompos, fekete, vörhenyesen szegélyezett hosszanti fekete csíkkal. A szürkeróka fára mászáskor egyensúlyozásra használja a farkát. Lába rövid és zömök – biztos fogásra és erőkifejtésre alkalmas. Hátsó lába erős karmaival tolja magát felfelé, mellső lábával pedig átöleli a fát.

## Életmódja
Az állat túlnyomórészt magányos és éjjel tevékeny. Számos termés és egyéb növényi táplálék alkotja az étlapját, azonban vadászik is: egereket és más rágcsálókat, néha madarakat is. A szabad természetben mintegy 6 évig, fogságban 12 évig él.

## Szaporodása
Az ivarérettséget körülbelül egyéves korban éri el. A párzási időszak január–február között van. A vemhesség 60-63 napig tart, ennek végén 2-7, átlagosan 3-4 kölyök jön a világra. Az elválasztás 6 hét után következik be. Öt hónapig mindkét szülő eteti a kis szürkerókákat, ez idő után a család szétvállik.